# Fayetteville (Alabama)
Fayetteville è un census-designated place (CDP) degli Stati Uniti d'America situato nello stato dell'Alabama, nella contea di Talladega.